# گورنگه برییانگه
گورنگه برییانگه (به صربی: Gornje Brijanje) یک منطقهٔ مسکونی در صربستان است که در بوینیک واقع شده‌است. گورنگه برییانگه ۵۰۹ نفر جمعیت دارد.